# Gymnastes niveipes
Gymnastes niveipes är en tvåvingeart som beskrevs av Alexander 1948. Gymnastes niveipes ingår i släktet Gymnastes och familjen småharkrankar. Inga underarter finns listade i Catalogue of Life.